# Johann Christoph Adelung

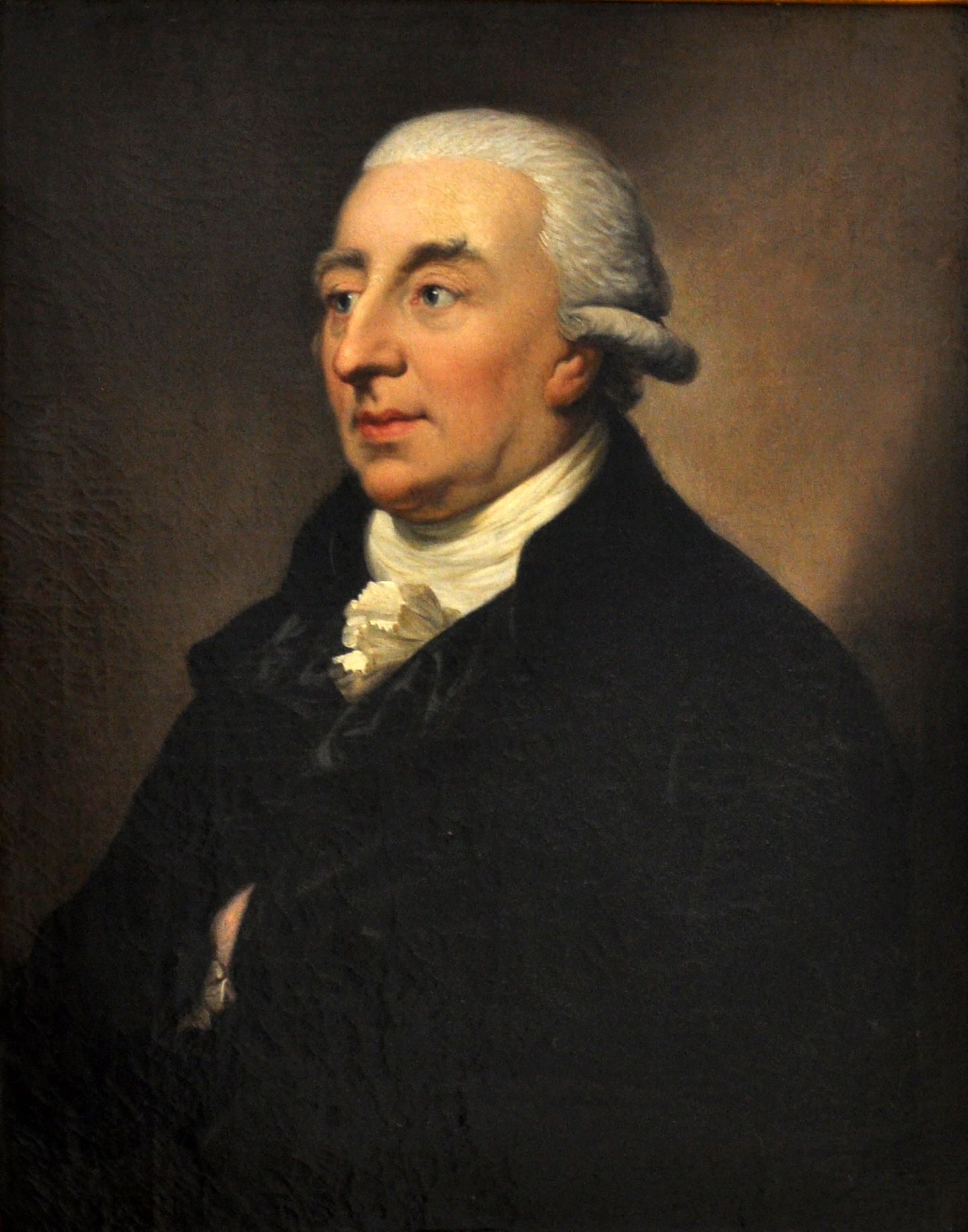
Johann Christoph Adelung, Gemälde von Anton Graff von 1803

Johann Christoph Adelung (* 8. August 1732 in Spantekow; † 10. September 1806 in Dresden) war ein deutscher Bibliothekar, Lexikograph und Germanist.

## Leben

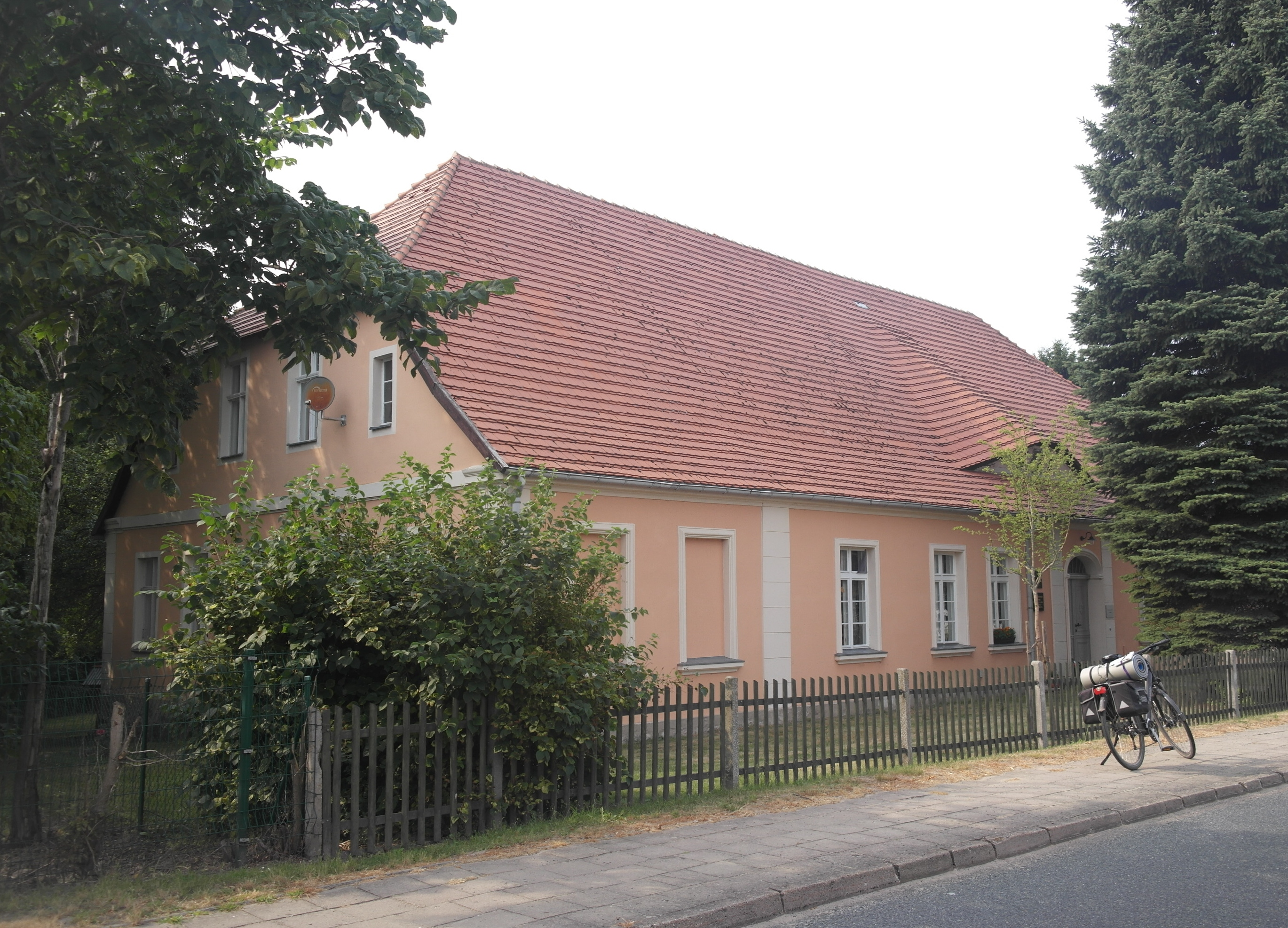
Geburtshaus in Spantekow

Johann Christoph Adelung wurde 1732 in Spantekow bei Anklam als Sohn des Pfarrers Johann Paul Adelung († 1759) geboren. Seine Mutter Regina Sophie, geborene Loeper († 1782) war eine Tochter des Pfarrers im nahegelegenen Daberkow. Zu seinen Geschwistern gehörten Wilhelm Friedrich Adelung (* 1741; † 1810), der Justizrat in Stettin wurde und sich als Sammler zur pommerschen Geschichte betätigte, und Christiane Sophie Adelung (* um 1730), die spätere Ehefrau von Johann Friedrich Sprengel (* 1726; † 1808/1810) und Mutter des Hallenser Arztes und Botanikers Kurt Sprengel (* 1766; † 1833).
Nach dem Besuch der Stadtschule in Anklam und des (alt- und neusprachlichen) Gymnasiums in Klosterbergen studierte er ab 1752 Evangelische Theologie an der Universität Halle, u. a. als Schüler Siegmund Jakob Baumgartens. Adelung war 1756 Mitbegründer der dortigen Freimaurerloge Philadelphia zu den drei goldenen Armen, deren erster Sekretär er wurde; er muss folglich schon früher in die Freimaurerei aufgenommen worden sein.
1758 wurde Adelung in Erfurt Professor (Lehrer) am Evangelischen Ratsgymnasium. 1762 wurde er zum Sachsen-Gothaischen Rat ernannt, trat aber eine Stelle in Gotha nicht an. Ab 1765 lebte er in Leipzig, wo er als Übersetzer, Korrektor und Redakteur arbeitete. Ab 1769 redigierte er hier die Leipziger Zeitungen, ferner arbeitete er an der Jenaer Allgemeinen Literatur-Zeitung und der Allgemeinen deutschen Bibliothek mit.
In Leipzig veröffentlichte Adelung ab 1774 sein Grammatisch-kritisches Wörterbuch der Hochdeutschen Mundart. Damit wurde er in der gelehrten Welt bekannt. Er wurde 1784 Mitglied der Deutschen Gesellschaft in Mannheim, 1785 der Deutschen Gesellschaft in Leipzig, 1787 auswärtiges Mitglied der Königlich-Preußischen Akademie der Wissenschaften und 1793 Mitglied der Deutschen Gesellschaft in Königsberg.
In seiner 1785–1789 in sieben Bänden herausgegebenen Geschichte der menschlichen Narrheit machte er sich in aufklärerischer Weise über Aberglaube und Obskurantismus lustig. Die Astrologie etwa führte er am Beispiel des Renaissancegelehrten Lucas Gauricus vor: Einige seiner Prognosen seien „von ungefär“ eingetroffen, was „nach geschehener Sache von der lieben Einfalt vergrößert“ worden sei und zu seinem Ruhm beigetragen habe.
1787 wurde Adelung zum Oberbibliothekar der Kurfürstlichen Bibliothek in Dresden berufen, überließ die Repräsentation aber oft dem Zweiten Bibliothekar Karl Wilhelm Daßdorf. Die tägliche Öffnung der Bibliothek und eine erfolgreiche Weiterführung der Arbeit von Johann Michael Francke (1717–1775) im neuen Domizil, dem Japanischen Palais, werden Adelung zugeschrieben.
Zusätzlich übernahm Adelung 1793 die Aufgaben eines Bibliothekars in der Privatbibliothek des Kurfürsten Friedrich August III.
Adelung starb am 10. September 1806 in Dresden und wurde auf dem Inneren Neustädter Friedhof ohne Grabstein beigesetzt. Schon nach wenigen Jahren war sein Grab nicht mehr auffindbar.
Sein handschriftlicher Nachlass kam 1828 an die Dresdner öffentliche Bibliothek, später folgte auch seine Kartensammlung.
Er hinterließ ebenfalls Genealogische Nachrichten und Stammtafeln von Adelsgeschlechtern (Eickstedt, Flemming, Güntersberg, Lepel, Liebeherr, Lüskow, v.d. Osten, Schwerin), dazu vier Gelegenheitsschriften von bürgerlichen Familien sowie eine Materialsammlung zur Geschichte der Familien von Wussow und von Ramin. Diese waren vor 1945 im Staatsarchiv Stettin archiviert.
Adelung ist am bekanntesten für sein deutsches Wörterbuch, hat daneben aber auch auf zahlreichen anderen Gebieten gearbeitet und Übersetzungen, eigene literarische Texte, historische, naturwissenschaftliche, pädagogische und journalistische Arbeiten veröffentlicht. Seine Arbeiten zur deutschen Grammatik waren von prägender Wirkung.

## Wörterbuch der Hochdeutschen Mundart
Adelungs wohl bedeutendstes Werk ist sein 58.500 Einträge umfassendes Grammatisch-kritisches Wörterbuch der Hochdeutschen Mundart (5 Bände, 1774–1786; 2. Auflage: 1793–1801), die für ihn im engeren Sinne die Meißner Kanzleisprache ist, die bevorzugt wird. Wesentlich ist aber auch der Untertitel: mit beständiger Vergleichung der übrigen Mundarten, besonders aber der oberdeutschen, wodurch sein Werk die bis dahin umfangreichste synchrone Bestandsaufnahme der deutschen Sprache bietet. Die den Lemmata hinzugefügten vergleichenden Synonyme sind oft relativ ausführlich kommentiert, und er geht auch auf die unterschiedlichen Bedeutungen in den Sprachgebieten ein. Es gibt recht viele orthographiebedingte Verweisartikel und viele fach- bzw. sondersprachliche Lemmata (20–30 % in der ersten Auflage). Oft teilt er seine Ansichten zur Orthographie mit, manche Lemmata zu Buchstabengruppen scheinen vor allem deshalb aufgenommen worden zu sein. Adelung stellte den Grundsatz „Schreibe, wie du sprichst“ auf, im Laufe der Zeit wird er skeptischer gegenüber den Rechtschreibreformen, und schließlich bekämpft er in der Vorrede zur zweiten Auflage seine eigene frühere Haltung und schreibt Wörter teilweise anders (beispielsweise häufig -iren statt -ieren bei Verben). Es finden sich Aussprachekennzeichnungen, vermehrt noch in der zweiten Auflage bei noch nicht eingebürgerten Fremdwörtern (Ingenieur ‚Inschenör‘). Verstreut über das Werk findet sich eine stark gestraffte Wortbildungslehre zum Deutschen des 18. Jahrhunderts. Ausführlicher geht er darauf besonders bei den Lemmata zu Partikeln und Präfixen ein. Bezüglich der Etymologie sind ihm heutige Grundsätze fremd; er wusste nichts von der germanischen und der hochdeutschen Lautverschiebung, kennt keine neuhochdeutsche Diphthongierung und keine Monophthongierung; gesetzmäßiger Lautwandel, Ablaut und die heute rekonstruierten indogermanische Wortbildungssuffixe sind ihm ebenfalls unbekannt. Es finden sich jedoch manchmal durchaus richtige Etymologien. Ein vollständiger etymologischer Kommentar – so vorhanden – ist jeweils dreiteilig: Erstens kommen Angaben „gleichartiger“ Wortformen aus anderen Sprachstadien, dann ein Überblick über die Etymologie seiner Vorgänger, die er gut kennt, und schließlich seine eigene Etymologie. Sie scheinen Herders Abhandlung über den Ursprung der Sprache (1772) im Einzelwort zu dokumentieren.
Adelungs Wörterbuch hatte einen großen Einfluss auf die deutsche Lexikographie, das genaue Ausmaß ist jedoch relativ wenig bekannt. Bezüglich des genauen Wörterbuchgegenstandes (Was ist Hochdeutsch? Was hat Adelung tatsächlich lexikographisch bearbeitet?) herrscht in der Forschung „eine pluralistische Orientierungslosigkeit“. Mindestens das Oberdeutsche kann man trotz negativer Kommentare zum Wörterbuchgegenstand hinzurechnen. Ähnlich sieht es bei der Frage aus, ob seine Arbeit normativ oder deskriptiv (oder beides) war. Besonders auf Grund der umfassenden Vergleiche hatte das Wörterbuch normenden Einfluss auf die Entwicklung der deutschen Sprache. Laut Kühn und Püschel „darf dennoch angezweifelt werden, dass er die Sprachnorm festlegt, denn in den 50er Jahren des 18. Jhs. existierte bereits eine vielgelesene, poetische Nationalliteratur, die bereits weitgehend einer einheitlichen Sprachnorm folgte“.

## Schreibung von „s“, „ss“ und „ß“
Daneben geht auf Adelung die adelungsche s-Schreibung zurück, die ab dem mittleren 19. Jh. in Teilen des deutschen Sprachraums und von der Zweiten Orthographischen Konferenz 1901 bis zur Rechtschreibreform von 1996 im ganzen deutschen Sprachraum mit Ausnahme der Schweiz für das »ß« verbindlich war. Inzwischen wurde sie aber von der heyseschen s-Schreibung abgelöst.

## Schriften (Auswahl)
Eine ausführliche Bibliographie von Adelungs Schriften gibt Strohbach, 1984, S. 8–35.
Germanistik
- Grammatisch-kritisches Wörterbuch der Hochdeutschen Mundart, mit beständiger Vergleichung der übrigen Mundarten, besonders aber des Oberdeutschen. 5 Teile in 4 Bänden, Leipzig 1774–1786; 2. vermehrte und verbesserte Auflage ebenda, 4 Bände 1793–1801 (Erster Theil, Zweyter Theil, Dritter Theil, Vierter Theil); Supplementband Berlin 1818 (Fünften Bandes Erstes Heft).
  - Ausgabe Leipzig 1793–1801, Volltext und Faksimile (mit Werbung), Volltext (werbearm ohne Faksimile):
  - Ausgabe Wien 1808, Faksimile (ohne Volltextsuche);
  - Ausgabe Wien 1811, Faksimile und Volltext (mit Volltextsuche).
- Deutsche Sprachlehre für Schulen. Berlin 1781. Zweyte Auflage Berlin 1792.
- Umständliches Lehrgebäude der deutschen Sprache, zur Erläuterung der Deutschen Sprachlehre für Schulen. Erster Band, Zweyter Band. Leipzig 1782.
- Magazin für die deutsche Sprache. Leipzig 1782–1784, 2 Bände.
- Kleines Wörterbuch für die Aussprache, Orthographie, Biegung und Ableitung. Leipzig 1788, 2. Aufl. 1790.
- Ueber den deutschen Styl. Berlin 1785–86, 3 Bände; 4. Aufl. 1800, 2 Bände.
- Aelteste Geschichte der Deutschen, ihrer Sprache und Literatur bis zur Völkerwanderung. Leipzig 1806.
- Vollständige Anweisung zur Deutschen Orthographie. Leipzig 1788, 2., verm. u. verb. Aufl. 1790 (Digitalisat), 5. Aufl. 1835.

Titelblätter zu Adelungs Wörterbuch
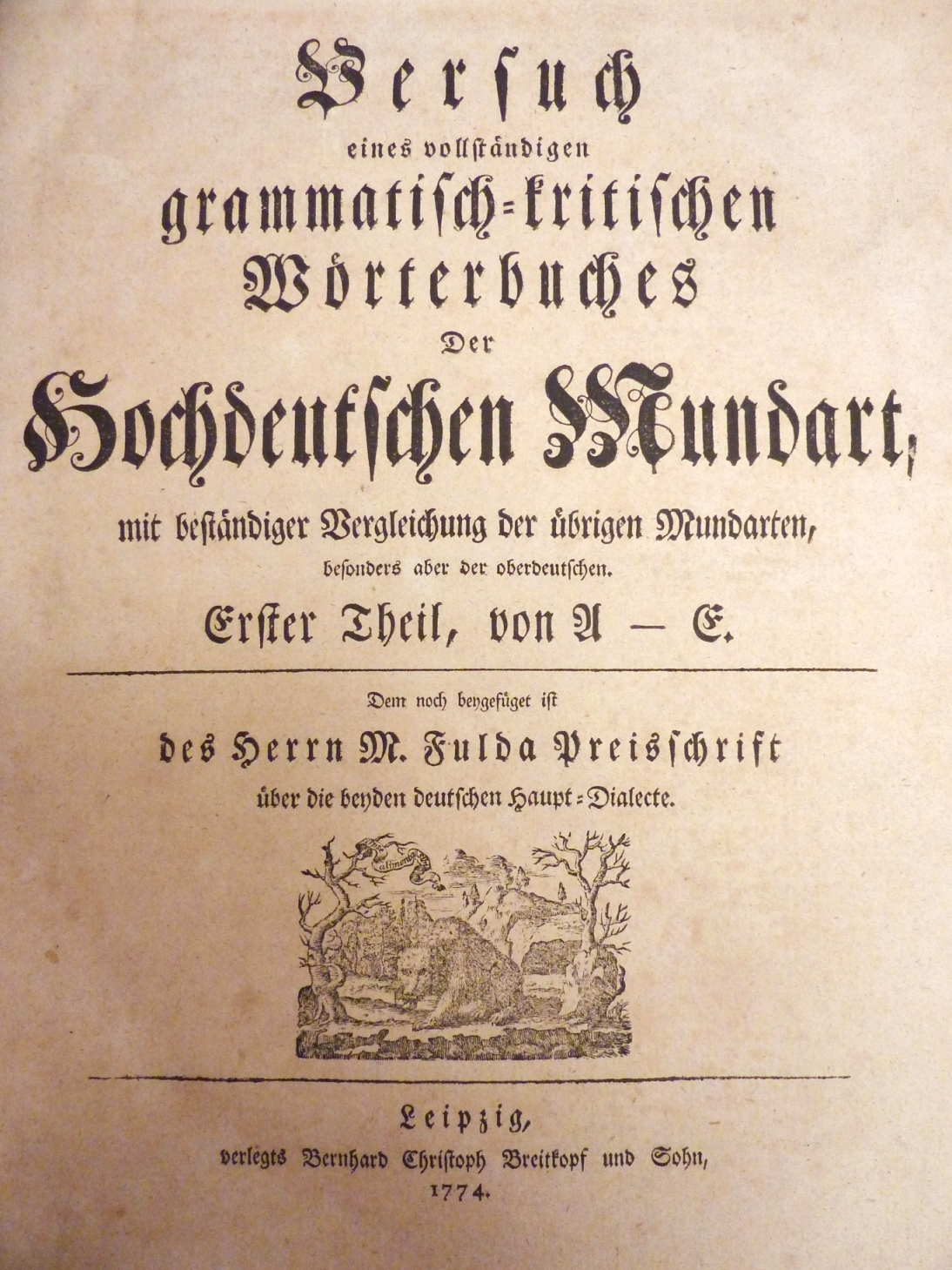
Erstausgabe Band 1: A–E 1774
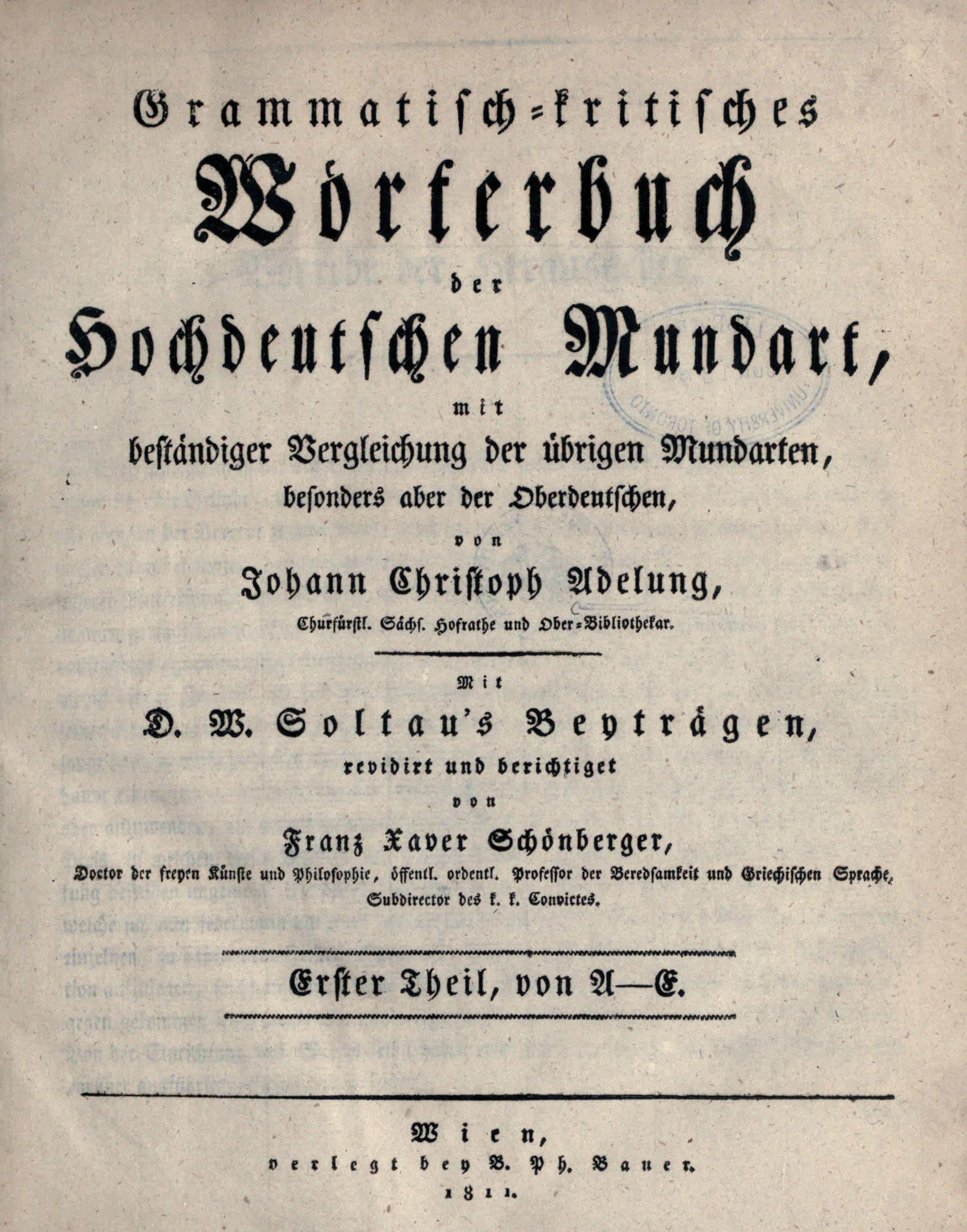
Band 1: A–E Ausgabe von 1811

Sonstiges
- Denckwürdigkeiten Friedrichs des Großen, jetztregierenden Königs in Preußen. Gotha 1757–1763, 14 Bände.
- Geschichte der Schiffahrten und Versuche welche zur Entdeckung des Nordöstlichen Weges nach Japan und China von verschiedenen Nationen unternommen worden. Zum Behufe der Erdbeschreibung und Naturgeschichte dieser Gegenden entworfen. Halle 1768.
- Glossarium manuale ad scriptores mediae et infimae latinitatis. Halle 1772–84, 6 Bände, ein Auszug aus dem Glossarium ad scriptores mediae et infimae latinitatis mit vielen eigenen Zusätzen.
- Versuch einer Geschichte der Cultur des menschlichen Geschlechts. Leipzig 1782, Volltext.
- Fortsetzung und Ergänzungen zu Christian Gottlieb Jöchers allgemeinem Gelehrten-Lexicon, worin die Schriftsteller aller Stände nach ihren vornehmsten Lebensumständen und Schriften beschrieben werden. Fortsetzung durch Heinrich Wilhelm Rotermund (insgesamt 7 Bände, Leipzig 1784–1897):
  - Erster Band: A–B. Johann Friedrich Gleditsch, Leipzig 1784;
  - Zweiter Band: C–I. Johann Friedrich Gleditsch, Leipzig 1787.
  - Band 5, Bremen: bei Johann Georg Heyse, 1816; Digitalisat über Google-Bücher
- Geschichte der menschlichen Narrheit, oder Lebensbeschreibungen berühmter Schwarzkünstler, Goldmacher, Teufelsbanner, Zeichen- und Liniendeuter, Schwärmer, Wahrsager, und anderer philosophischer Unholden. 7 Teile. Weygand, Leipzig 1785–1789.
- Directorium diplomaticum. Meißen 1802, Sächsische Geschichte.
- Mithridates, oder allgemeine Sprachenkunde. Berlin 1806, Band 1, von Johann Severin Vater fortgesetzt und vollendet.